# Harry O'Neill
Pour les articles homonymes, voir O'Neill.
Harry Mink O'Neill (né le 8 mai 1917 et mort le 6 mars 1945) était un joueur de baseball professionnel qui est apparu dans un match des Philadelphia Athletics en 1939, en tant que receveur. O'Neill et Elmer Gedeon sont les deux seuls joueurs de la Ligue majeure de baseball tués pendant la Seconde Guerre mondiale .

## Athlétisme collégial
O'Neill s'est distingué comme un athlète universitaire très doué. Au Collège de Gettysburg, le joueur de 6 pieds 3 pouces, 205 livres parfois appelé "Porkie" mène les équipes de baseball, de football et de basket-ball de l'école aux championnats de la ligue. Après avoir obtenu son diplôme, il a fait l'objet d'une guerre d'enchères entre deux équipes de la Ligue majeure de baseball, signant finalement avec les ''Athletics'' de sa ville natale.

## Apparition dans les ligues majeures
En tant que receveur de troisième corde pour les Athletics d'Oakland, O'Neill est apparu dans un seul match, en tant que remplaçant défensif en fin de manche  . Dans une perte d'un jeu de route déséquilibrée contre les Tigers de Detroit le 23 juillet 1939, O'Neill a attrapé le bas de la 8e manche, et n'a pas eu une apparence de plaque .

## Service militaire et mort pendant la Seconde Guerre mondiale
Après son passage avec Athletics d'Oakland, O'Neill a disputé 16 matchs avec la ligue mineure des Sénateurs de Harrisburg et a également joué au basketball et au football semi-professionnels .  Après le déclenchement de la Seconde Guerre mondiale, O'Neill s'est enrôlé dans le Corps des Marines des États-Unis en 1942 et a atteint le grade de premier lieutenant avec la Weapons Company, 25th Marine Regiment, 4th Marine Division. En janvier 1944, il prend part à l' assaut amphibie sur Kwajalein . Le 16 juin 1944, deuxième jour de la bataille de Saipan, il est blessé à l'épaule par des éclats d'obus, puis soigné pendant des semaines aux États-Unis. Il est retourné au service actif en juillet, à temps pour participer à la bataille de Tinian . Il a été tué par un tireur d'élite à Iwo Jima le 6 mars 1945 . Parmi sa famille survivante se trouvait sa jeune épouse, Ethel McKay O'Neill.

## Héritage
Des plus de 500 joueurs de la ligue majeure qui ont servi dans l'armée pendant la Seconde Guerre mondiale, O'Neill et Elmer Gedeon étaient les seuls joueurs tués, tous deux à l'âge de 27 ans. Les deux sont devenus des symboles du «sacrifice du baseball» dans l'effort de guerre. Comme le proclame le National Baseball Hall of Fame and Museum : «Les joueurs de baseball, comme tous les autres citoyens américains, comprennent l'importance de se donner pour leur pays» . En 1980, O'Neill a été intronisé au Hall of Athletic Honor du Gettysburg College pour le baseball, le football et le basketball .